# Mikuláš Kassai
Mikuláš Kassai (* 14. prosince 1942) je bývalý slovenský fotbalista, záložník.

## Fotbalová kariéra
V československé lize hrál za Jednotu Košice a Lokomotívu Košice. Dal 6 ligových gólů.

## Ligová bilance
| Ročník                                   | Zápasy | Góly | Klub              |
| ---------------------------------------- | ------ | ---- | ----------------- |
| 1. československá fotbalová liga 1963/64 | -      | 1    | VSS Košice        |
| 1. československá fotbalová liga 1965/66 | -      | 2    | Lokomotíva Košice |
| 1. československá fotbalová liga 1966/67 | -      | 3    | Lokomotíva Košice |
| 1. československá fotbalová liga 1967/68 | 18     | 0    | Lokomotíva Košice |
| CELKEM                                   | -      | 6    |                   |